# Tanzania Portland Cement Company
Tanzania Portland Cement Company – tanzańskie przedsiębiorstwo produkujące cement portlandzki.
Spółka Tanzania Portland Cement Company Ltd. (TPCC) została założona przez szwajcarski holding Cementia. W 1962 roku Cementia rozpoczęła budowę cementowni w Dar es Salaam. Fabryka została ukończona oraz rozpoczęła produkcję w 1966 roku. Rząd Tanzanii początkowo posiadał 20% akcji spółki, w 1967 roku zwiększył swój pakiet do 50%, a w 1973 do 100%, nacjonalizując przedsiębiorstwo.
W 1992 roku Tanzania przekształciła firmę w spółkę joint venture z dwoma firmami zagranicznymi, szwedzkim Swedfund International AB i norweskim Scancem International ANS. Rząd Tanzanii zachował 74% akcji, a jego partnerzy pozyskali po 13%. W kolejnych latach Tanzania kontynuowała działania prywatyzacyjne, zmniejszając swój udział w spółce, głównie na rzecz Scancemu. w 2005 roku Scancem dysponował 69,3% akcji, 30% pozostało w posiadaniu rządu Tanzanii, a 0,7% stanowiły akcje pracownicze. W 2006 roku pakiet państwowy został sprzedany w ofercie publicznej, akcje te są notowane na Giełdzie Papierów Wartościowych w Dar es Salaam. Właściciel pakietu większościowego Scancem został przyłączony do koncernu HeidelbergCement. 
Firma sprzedaje cement pod marką Twiga Cement (słowo twiga w suahili oznacza żyrafę). Jest największym producentem cementu w Tanzanii: wytwarza 1,4 mln ton rocznie

## Źródła
- Historia na stronie firmy